# Arkansas Register of Historic Places

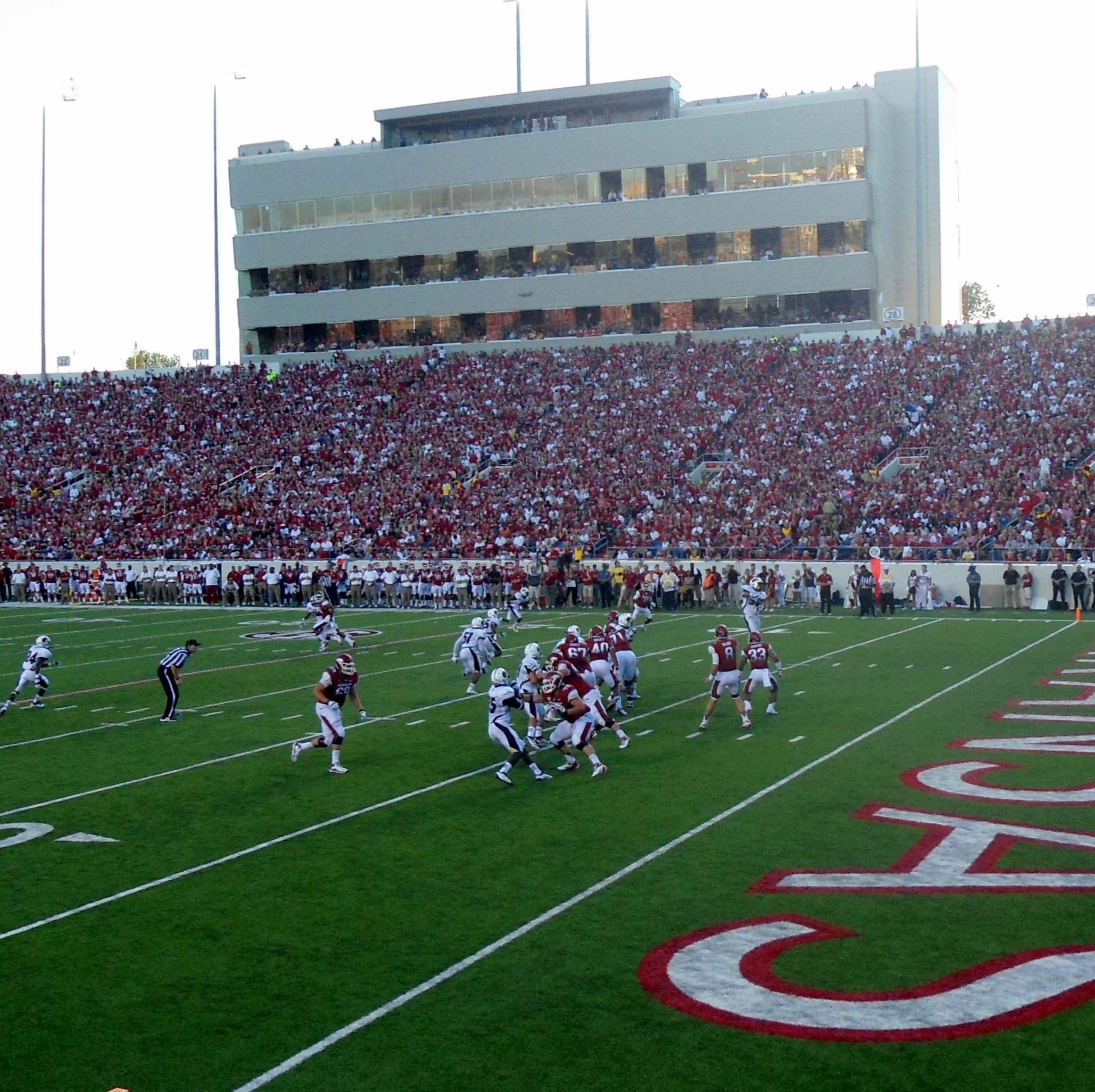
Le War Memorial Stadium, un stade de Little Rock inscrit à l'Arkansas Register of Historic Places depuis le 28 septembre 1998.

L'Arkansas Register of Historic Places est le registre des monuments officiellement reconnus par l'Arkansas, aux États-Unis. Un total de 164 sites sont inscrits à ce registre.

## Quelques exemples
- La Galatia Church, église méthodiste, dans le comté de Baxter.